# Винтерс (Тексас)
Винтерс (енгл. Winters) град је у америчкој савезној држави Тексас. По попису становништва из 2010. у њему је живело 2.562 становника.

## Демографија
Према попису становништва из 2010. у граду је живело 2.562 становника, што је 318 (11,0%) становника мање него 2000. године.
| Група             | 2000.         | 2010.         |
| Белци             | 1.643 (57,0%) | 1.347 (52,6%) |
| Афроамериканци    | 59 (2,0%)     | 71 (2,8%)     |
| Азијати           | 8 (0,3%)      | 1 (0,0%)      |
| Хиспаноамериканци | 1.130 (39,2%) | 1.138 (44,4%) |
| Укупно            | 2.880         | 2.562         |